# Десант у Мотовській затоці
Десантна операція в Мотовській затоці відбувалася 17 — 18 вересня 1942 року, здійснювалася силами Північного флоту. Метою десанту було руйнування системи берегової оборони нацистських сил на південному березі Мотовської затоки; є частиною оборони Заполяр'я.

## Планування операції
Після досить вдалого здійснення десанту на мис Пікшуєв 5 вересня 1942 року командувач Північним флотом віцеадмірал Арсеній Головко наказує командиру Північного оборонного району генерал-майору Сергію Кабанову здійснити підготовку до проведення великої десантної операції задля знищення виявлених радянською розвідкою 3-х опорних пунктів німецької 20-ї гірської армії (командир — генерал-полковник Едуард Дітль) на південному березі Мотовської затоки. У випадку вдалого перебігу операції відсторонювалася загроза радянському судноплавству в затоці, підвищувалася безпечність союзницьких арктичних конвоїв. Таким чином підвищувалася б надійність постачання частин Північного оборонного району, котрі знаходилися відокремлено на півостровах Рибачий та Середній.
Однією з помилкових відмінностей щодо попереднього десанту був надзвичайно короткий термін підготовки — на масштабну операцію відводилося готуватися менше 2 діб.
Десант складався з підрозділів морської піхоти Північного флоту та здійснював висадження трьома загонами: зведений загін 63-ї морської стрілецької бригади, саперів 338-го саперного батальйону та розвідувального відділу штабу флоту, командував загоном капітан В. С. Буянов — загалом 400 бійців, загін 12-ї бригади морської піхоти — близько 300 вояків, керував майор А. П. Боровиков, посилена розвідувальна рота 82-ї морської стрілецької бригади головної бази Північного флоту — близько 200 осіб (старший лейтенант Н. Ф. Фролов), висаджувалася на західний берег губи Західна Ліца.
Загальне керівництво операцією покладалося на командуючого Північного оборонного району генерала Кабанова, безпосередньо керував начальник 12-ї бригади полковник Василь Рассохін. Для десантування виділялися 6 катерів «малий мисливець», 5 сторожових кораблів, мотоботи. Для артилерійського прикриття дій десанту виділялося 5 берегових батарей на півострові Рибачому.

## Дії десантних загонів
Перший загін — капітана Буянова — мав завданням знищити опорний пункт «Могильний», де знаходилася 105-мм батарея. При підході до місця десантування загін був виявлений противником, вояки висаджувалися під обстрілом, опорний пункт був підготовлений до оборони, атака десантників була відбита кулеметним вогнем. З наказу командира загону атака припиняється, відбувається повернення на вихідну точку. Через похибку командира катера частина бійців була висаджена занадто далеко від призначеного місця й через те участі в бою не брала. За таких обставин командир загону не зміг вірно організувати відхід підлеглих, евакуація завершилася вже у світлу пору доби під постійним обстрілом нацистської артилерії. Окрім того, при поспішному відході частина бійців — зокрема, з розвідвідділу штабу флоту, що були найдалі від місця евакуації — відірвалася та була оточена силами противника. Оточені змогли врятуватися завдяки великому бойовому досвіду, одна група з боєм прорвалася до місця відплиття останнього катера, друга — під орудою Віктора Леонова, майбутнього двічі Героя Радянського Союзу, змогла прорватися в сопки. В ніч з 17 на 18 вересня 18-ть розвідників вийшли до берега, звідти їх забрав катер, що був за ними висланий.
Другий загін, котрим командував майор Боровиков (що перед тим провадив десант на мис Пікшуєв) завдяки попередньо проведеній підготовці, був єдиним, що зміг виконати поставлене завдання, та зруйнував опорний пункт «Обергоф». При десантуванні 1 катер сів на мілину за 200 метрів від берега, бійці цю відстань подолали вплав під обстрілом, 17 чоловік було поранено. Оскільки німецька розвідка інших катерів не виявила, дії груп десанту для нацистів виявилися несподіваними. Штурмові загони моряків по майже прямовисних схилах досягли опорного пункта й закидали його гранатами, по тому всередині почав вести бій весь загін. В тому бою було вбито до 100 німецьких солдатів, підірвано 10 дзотів, землянки, склад з набоями, інші споруди. Після того загін відійшов та розмістився на катерах, група прикриття забезпечувала відхід, підірвавши при цьому вантажівку з німецькими вояками. Катер, котрий знаходився на мілині, за ніч не вдалося зняти, і він при відході був знищений пострілами з інших катерів.
Третій загін мав за завдання знищити опорний пункт «Фішерштайн» на західному березі губи Велика Західна Ліца, діяв відокремлено, завдання виконане не було, десантників відвезли по тому назад катери.

## Втрати сторін
В радянських джерелах наводиться кількість загиблих німецьких вояків до 150 чоловік, з них 100 — від дій загону майора Боровикова. Один німецький опорний пункт був захоплений та частково знищений — для ліквідації всіх споруд не вистачило вибухівки, захоплено 3 полонені.
З радянського боку було до 100 вбитих, 20 пропалих безвісти, велике число поранених, 1 катер втрачено, 3 пошкоджені, їх відтягли буксирами.